# LAPACK
LAPACK (Linear Algebra PACKage) è un insieme di librerie software usate per effettuare calcoli scientifici ad alto livello. Tali librerie sono state scritte in Fortran 77 e sono distribuite sotto licenza BSD modificata. L'ultima versione è la 3.11.0 del 11 novembre 2022.
Mediante queste librerie, è possibile effettuare calcoli di notevole importanza, come il calcolo di autovalori ed autovettori di matrici, risoluzione di sistemi lineari, fattorizzazioni di matrici, e molto altro ancora. Ad esempio, esistono delle procedure interne, nascoste all'utente, in grado di trasformare la matrice iniziale in una matrice tridiagonale, per poi calcolare effettivamente autovalori ed autovettori.
Come dipendenza questa libreria richiede l'installazione di un'altra libreria: la BLAS (Basic Linear Algebra Subprograms). Le procedure all'interno di tale libreria consentono di effettuare calcoli scientifici di più basso livello, come al calcolo del prodotto scalare tra due vettori, prodotto matrice per vettore, etc.